# Distretto di San Juan de Bigote
Il distretto di San Juan de Bigote è un distretto del Perù, facente parte della provincia di Morropón, nella regione di Piura.